# Proboscidea althaeifolia
Proboscidea althaeifolia (Syn. Martynia althaeifolia) ist eine Art aus der neuweltlichen Familie der Gemsenhorngewächse (Martyniaceae). Sie ist eine von derzeit sieben anerkannten Arten der Gattung Proboscidea und wird im deutschen Sprachraum gelegentlich auch „Teufelskralle“ genannt.

## Vegetative Merkmale

### Habitus
Proboscidea althaeifolia lebt als mehrjährige, krautige Pflanze, sie entspringt einer rübenähnlichen Pfahlwurzel, die tief in der Erde sitzt und es so der Pflanze ermöglicht, auch extreme Trockenzeiten zu überstehen. Die Pflanze bildet ein bis mehrere Sprosse, die sich in alle Richtungen ausdehnen und halb aufrecht bis kriechend wachsen. Da die Pflanze auf halbfeuchten Sanddünen gedeiht, ist sie nicht selten vom Sand verschmutzt.

### Blätter
Die meist gegenständigen Blätter sind langgestielt und erreichen etwa 3–7 cm im Durchmesser. Sie sind breit-eiförmig bis rundlich oder herz- bis nierenförmig und mehr oder weniger gelappt. Die Spitze ist abgerundet, die Ränder sind ganz. Sowohl Stängel, als auch die Stiele und die Unterseiten der Blätter sind mit winzigen, leicht klebrigen Drüsenhaaren überzogen.

### Blüten
Die duftenden und gestielten Blüten sind schlank-glockenförmig, fünfzählig und erscheinen recht zahlreich (bis 16) an den gestielten Blütenständenen. Es sind Tragblätter vorhanden. Die Blüten sind zweilippig und leuchtend gelb bis gelb-orange, rötlich und weisen Saftmale, Flecken oder Streifen im Schlund und auf den Loben auf. Die Kelchblätter sind nahe der unteren Hälfte miteinander verwachsen. Darunter sind Vorblätter vorhanden. Die Blütezeit liegt im Hochsommer und reicht von Mai bis August.

### Früchte und Samen
Die Früchte erscheinen mit Herbstbeginn. Sie sind länglich und lang geschnäbelt. Die holzigen Kapseln mit einem etwa 5–6 cm langem Körper, besitzen ein oder zwei Kämme und sind etwa 1 cm dick und enden mit zunehmender Reife in zwei bis drei langen „Hörnern“. Zwischen den Hörnern können kleinere Auswüchse vorhanden sein. Diese Verlängerungen dienen im trockenen Zustand dem Festhaken der Frucht in den Fußbehaarungen oder an den Hufen diverser Tiere, oder auch am Schuhwerk unachtsamer Wanderer. Sie lassen sich so als Trampelkletten wegtransportieren. Die Samen sind runzelig, schwärzlich und etwa 6–7 mm lang.

## Verbreitung
Proboscidea althaeifolia ist in fast allen Wüstengebieten der südlichen vereinigten Staaten verbreitet, besonders häufig ist sie in Kalifornien, Arizona, New Mexico und Texas. Sie kommt bis an die Nordküste Mexikos vor, in Teilen Perus ist sie eingebürgert.

## Systematik
Proboscidea althaeifolia wurde um 1865 von dem englischen Botaniker George Bentham als Martynia althaeifolia erstbeschrieben.
- Proboscidea althaeifolia (Benth.) Decne.: Devil’s Claw, Coyote Devil’s Claw, Iispuer; Syn. Martynia althaeifolia Benth., Proboscidea arenaria Engelm., Martynia arenaria Engelm., Proboscidea peruviana Van Eselt., Martynia palmeri S. Watson.[3]

## Ethnobotanik
Wie bei anderen Arten der Gattung Proboscidea (so zum Beispiel Proboscidea louisianica), so werden die heranreifenden Früchte von Prob. althaeifolia von Einheimischen gerne wie Essiggurken eingelegt und später verzehrt. Die getrockneten Früchte werden zu Dekorationszwecken und zum Korbflechten verwendet. Die Navajo-Indianer und Pima-Indianer berichten, dass die getrockneten Blätter und Blüten zu einem Tee gegen Kopf- und Nackenschmerzen verarbeitet werden.